# FK Brodarac
El FK Brodarac (serbio cirílico: ФК Бродарац) es un club de fútbol serbio con sede en la ciudad de Nueva Belgrado.
Actualmente compiten en la Liga Srpska de Belgrado, uno de los cuatro grupos de la Srpska Liga, el tercer nivel del sistema de la liga nacional serbia.

## Historia
En la temporada 2010-11, el club ganó la Segunda Liga de Belgrado y logró el ascenso a la Primera Liga de Belgrado. Pasaron los siguientes seis años en el quinto nivel, antes de ocupar el primer lugar en la campaña 2016-17 y obtener un ascenso al cuarto nivel. Posteriormente, el club ganó la Liga de la Zona de Belgrado en la temporada 2017-18, siendo ascendido a la Liga Srpska de Belgrado.
Ha conseguido el título de la Liga Serbia Juvenil en las temporadas 2016–17 y 2018–19, títulos que le otorgaron el derecho de participar de la Liga Juvenil de la UEFA.

## Palmarés
- Belgrade Zone League (Tier 4): 2017–18.
- Belgrade First League (Tier 5): 2016–17 (Group A)
- Belgrade Second League (Tier 6): 2010–11 (Group Danube)